# Chancel Mbemba
Chancel Mbemba Mangulu (8 augustus 1994) is een Congolees voetballer die doorgaans als centrale verdediger speelt, maar ook opgesteld kan worden als rechtsachter. Hij verruilde Newcastle United in juli 2018 voor FC Porto. Mbemba debuteerde in 2013 in het voetbalelftal van Congo-Kinshasa.

## Clubcarrière

### Jeugd
Mbemba groeide in Congo op in een gezin bestaande uit negen kinderen. Zijn moeder was een basketbalspeelster die verscheidene keren in actie kwam voor de nationale ploeg van Congo. Mbemba speelde in zijn jeugd voor verscheidene clubs en werd in 2011 ontdekt door RSC Anderlecht. De Congolese verdediger verhuisde naar Brussel, maar mocht daar aanvankelijk niet meespelen met het eerste elftal omdat er veel onduidelijkheid bestond rond zijn geboortedatum. Bij zijn eerdere club ES La Grace gaf Mbemba aan dat zijn geboortedatum 8 augustus 1988 is. Bij RSC Anderlecht gaf hij aan op 8 augustus 1994 geboren te zijn. Daarnaast gaf hij ook een derde geboortedatum (30 november 1991) op om deel te kunnen nemen aan de kwalificatiewedstrijden voor het Afrikaans kampioenschap voetbal 2012 met zijn vaderland.

### RSC Anderlecht
Op 28 juli 2013, de eerste speeldag van het seizoen 2013/14, maakte Mbemba zijn officieel debuut voor Anderlecht. Hij mocht toen van trainer John van den Brom in de basis starten tegen KSC Lokeren. Anderlecht verloor het duel met 2–3. Ook een week later mocht hij in de basis starten. Sindsdien is hij een basisspeler in de centrale verdediging; sporadisch wordt hij ingeschakeld als rechtsachter. Op 17 september 2013 maakte hij tegen Benfica zijn debuut in de UEFA Champions League (2–0 verlies). In de tweede wedstrijd tegen Benfica (2–3 verlies), op 27 november, maakte hij het eerste doelpunt; daarnaast maakte hij in de 52ste minuut een eigen doelpunt.

### Newcastle United
Mbemba tekende in juli 2015 een contract tot medio 2020 bij Newcastle United. Dat betaalde circa €8.000.000,- voor hem aan Anderlecht.

## Clubstatistieken
| Seizoen     | Club                | Competitie         | Competitie | Competitie | Competitie | Beker | Beker | Beker | Internationaal | Internationaal | Internationaal | Totaal | Totaal | Totaal |
| Seizoen     | Club                | Competitie         | Wed.       | Dlp.       | Ass.       | Wed.  | Dlp.  | Ass.  | Wed.           | Dlp.           | Ass.           | Wed.   | Dlp.   | Ass.   |
| ----------- | ------------------- | ------------------ | ---------- | ---------- | ---------- | ----- | ----- | ----- | -------------- | -------------- | -------------- | ------ | ------ | ------ |
| 2013/14     | RSC Anderlecht      | Jupiler Pro League | 35         | 5          | 1          | 0     | 0     | 0     | 5              | 1              | 0              | 40     | 6      | 1      |
| 2014/15     | RSC Anderlecht      | Jupiler Pro League | 28         | 1          | 1          | 3     | 0     | 0     | 6              | 2              | 0              | 37     | 3      | 1      |
| Club Totaal | Club Totaal         | Club Totaal        | 63         | 6          | 2          | 3     | 0     | 0     | 11             | 3              | 0              | 77     | 9      | 2      |
| 2015/16     | Newcastle United    | Premier League     | 33         | 0          | 0          | 2     | 0     | 0     | —              | —              | —              | 35     | 0      | 0      |
| 2016/17     | Newcastle United    | Championship       | 12         | 1          | 0          | 1     | 0     | 0     | —              | —              | —              | 13     | 1      | 0      |
| 2017/18     | Newcastle United    | Premier League     | 9          | 0          | 0          | 2     | 0     | 0     | —              | —              | —              | 11     | 0      | 0      |
| Club Totaal | Club Totaal         | Club Totaal        | 54         | 1          | 0          | 5     | 0     | 0     | 0              | 0              | 0              | 59     | 1      | 0      |
| 2018/19     | FC Porto            | Primeira Liga      | 3          | 0          | 0          | 3     | 0     | 0     | —              | —              | —              | 6      | 0      | 0      |
| 2019/20     | FC Porto            | Primeira Liga      | 26         | 2          | 1          | 11    | 4     | 0     | 5              | 0              | 0              | 42     | 6      | 1      |
| 2020/21     | FC Porto            | Primeira Liga      | 27         | 1          | 0          | 6     | 0     | 0     | 10             | 0              | 0              | 43     | 1      | 0      |
| 2021/22     | FC Porto            | Primeira Liga      | 31         | 2          | 0          | 7     | 0     | 0     | 9              | 0              | 0              | 47     | 2      | 0      |
| Club Totaal | Club Totaal         | Club Totaal        | 87         | 5          | 1          | 27    | 4     | 0     | 24             | 0              | 0              | 138    | 9      | 1      |
| 2022/23     | Olympique Marseille | Ligue 1            | 15         | 1          | 0          | 0     | 0     | 0     | 5              | 2              | 1              | 20     | 3      | 1      |
| Club Totaal | Club Totaal         | Club Totaal        | 15         | 1          | 0          | 0     | 0     | 0     | 5              | 2              | 1              | 20     | 3      | 1      |
| TOTAAL      | TOTAAL              | TOTAAL             | 219        | 13         | 3          | 35    | 4     | 0     | 40             | 5              | 1              | 294    | 22     | 4      |

## Interlandcarrière
Mbemba maakte op 17 juni 2012 zijn debuut in het voetbalelftal van Congo-Kinshasa in de kwalificatiewedstrijd voor het Afrikaans kampioenschap voetbal 2013 tegen de Seychellen (3–0 winst). Voor zijn land speelde hij twee wedstrijden in het WK-kwalificatietoernooi voor het eindtoernooi van 2014. In januari 2015 nam Mbemba met Congo-Kinshasa deel aan het Afrikaans kampioenschap voetbal 2015. Op dat toernooi speelde hij voor zijn land in alle groepsduels en was hij een van de succesvolle strafschopnemers in de troostfinale tegen gastland Equatoriaal-Guinea. In een vriendschappelijke interland op 12 oktober 2015 in en tegen Gabon maakte Mbemba zijn eerste interlanddoelpunt.
| Interlands van Chancel Mbemba voor Congo-Kinshasa | Interlands van Chancel Mbemba voor Congo-Kinshasa | Interlands van Chancel Mbemba voor Congo-Kinshasa | Interlands van Chancel Mbemba voor Congo-Kinshasa | Interlands van Chancel Mbemba voor Congo-Kinshasa | Interlands van Chancel Mbemba voor Congo-Kinshasa | Interlands van Chancel Mbemba voor Congo-Kinshasa |
| №                                                 | Datum                                             | Wedstrijd                                         | Uitslag                                           | Soort wedstrijd                                   | Doelpunten                                        |                                                   |
| Als speler bij RSC Anderlecht                     | Als speler bij RSC Anderlecht                     | Als speler bij RSC Anderlecht                     | Als speler bij RSC Anderlecht                     | Als speler bij RSC Anderlecht                     | Als speler bij RSC Anderlecht                     | Als speler bij RSC Anderlecht                     |
| ------------------------------------------------- | ------------------------------------------------- | ------------------------------------------------- | ------------------------------------------------- | ------------------------------------------------- | ------------------------------------------------- | ------------------------------------------------- |
| 1.                                                | 17 juni 2012                                      | Congo-Kinshasa – Seychellen                       | 3 – 0                                             | Kwalificatie AK 2013                              | 0                                                 |                                                   |
| 2.                                                | 14 november 2012                                  | Congo-Kinshasa – Burkina Faso                     | 0 – 1                                             | Vriendschappelijk                                 | 0                                                 |                                                   |
| 3.                                                | 7 juni 2013                                       | Libië – Congo-Kinshasa                            | 0 – 0                                             | Kwalificatie WK 2014                              | 0                                                 |                                                   |
| 4.                                                | 8 september 2013                                  | Togo – Congo-Kinshasa                             | 2 – 1                                             | Kwalificatie WK 2014                              | 0                                                 |                                                   |
| 5.                                                | 6 september 2014                                  | Congo-Kinshasa – Kameroen                         | 0 – 2                                             | Kwalificatie AK 2015                              | 0                                                 |                                                   |
| 6.                                                | 10 september 2014                                 | Sierra Leone – Congo-Kinshasa                     | 0 – 2                                             | Kwalificatie AK 2015                              | 0                                                 |                                                   |
| 7.                                                | 11 oktober 2014                                   | Congo-Kinshasa – Ivoorkust                        | 1 – 2                                             | Kwalificatie AK 2015                              | 0                                                 |                                                   |
| 8.                                                | 15 oktober 2014                                   | Ivoorkust – Congo-Kinshasa                        | 3 – 4                                             | Kwalificatie AK 2015                              | 0                                                 |                                                   |
| 9.                                                | 7 januari 2015                                    | Kameroen – Congo-Kinshasa                         | 1 – 1                                             | Vriendschappelijk                                 | 0                                                 |                                                   |
| 10.                                               | 18 januari 2015                                   | Zambia – Congo-Kinshasa                           | 1 – 1                                             | Afrikaans kampioenschap                           | 0                                                 |                                                   |
| 11.                                               | 22 januari 2015                                   | Kaapverdië – Congo-Kinshasa                       | 0 – 0                                             | Afrikaans kampioenschap                           | 0                                                 |                                                   |
| 12.                                               | 26 januari 2015                                   | Congo-Kinshasa – Tunesië                          | 1 – 1                                             | Afrikaans kampioenschap                           | 0                                                 |                                                   |
| 13.                                               | 31 januari 2015                                   | Congo-Brazzaville – Congo-Kinshasa                | 2 – 4                                             | Afrikaans kampioenschap                           | 0                                                 |                                                   |
| 14.                                               | 4 februari 2015                                   | Congo-Kinshasa – Ivoorkust                        | 1 – 3                                             | Afrikaans kampioenschap                           | 0                                                 |                                                   |
| 15.                                               | 7 februari 2015                                   | Congo-Kinshasa – Equatoriaal-Guinea               | 0 – 0 (4 – 2 n.s.)                                | Afrikaans kampioenschap                           | 0                                                 |                                                   |
| 16.                                               | 9 juni 2015                                       | Congo-Kinshasa – Kameroen                         | 1 – 1                                             | Vriendschappelijk                                 | 0                                                 |                                                   |
| 17.                                               | 14 juni 2015                                      | Congo-Kinshasa – Madagaskar                       | 2 – 1                                             | Kwalificatie AK 2017                              | 0                                                 |                                                   |
| Als speler bij Newcastle United                   |                                                   |                                                   |                                                   |                                                   |                                                   |                                                   |
| 18.                                               | 6 september 2015                                  | Centraal-Afrikaanse Republiek – Congo-Kinshasa    | 2 – 0                                             | Kwalificatie AK 2017                              | 0                                                 |                                                   |
| 19.                                               | 8 oktober 2015                                    | Nigeria – Congo-Kinshasa                          | 0 – 2                                             | Vriendschappelijk                                 | 0                                                 |                                                   |
| 20.                                               | 12 oktober 2015                                   | Gabon – Congo-Kinshasa                            | 1 – 2                                             | Vriendschappelijk                                 | 1                                                 |                                                   |
| 21.                                               | 12 november 2015                                  | Burundi – Congo-Kinshasa                          | 2 – 3                                             | Kwalificatie WK 2018                              | 0                                                 |                                                   |
| 22.                                               | 15 november 2015                                  | Congo-Kinshasa – Burundi                          | 2 – 2                                             | Kwalificatie WK 2018                              | 0                                                 |                                                   |
| 23.                                               | 26 maart 2016                                     | Congo-Kinshasa – Angola                           | 2 – 1                                             | Kwalificatie AK 2017                              | 0                                                 |                                                   |
| 24.                                               | 29 maart 2016                                     | Angola – Congo-Kinshasa                           | 0 – 2                                             | Kwalificatie AK 2017                              | 0                                                 |                                                   |

## Erelijst
| Competitie                    |                |                |                |                |
| Competitie                    | Aantal         | Jaren          |                |                |
| RSC Anderlecht                | RSC Anderlecht | RSC Anderlecht | RSC Anderlecht | RSC Anderlecht |
| ----------------------------- | -------------- | -------------- | -------------- | -------------- |
| Belgisch landskampioen        | 1x             | 2013/14        |                |                |
| Belgische Supercup            | 2x             | 2013, 2014     |                |                |
| FC Porto                      |                |                |                |                |
| Portugees landskampioen       | 1x             | 2019/20        |                |                |
| Taça de Portugal              | 1x             | 2019/20        |                |                |
| Supertaça Cândido de Oliveira | 2x             | 2018, 2020     |                |                |

3 Djaló ·
4 Otávio ·
5 Marcano ·
6 Eustáquio ·
8 Grujić ·
9 Omorodion ·
10 Vieira ·
11 Pepê ·
12 Sanusi ·
13 Galeno ·
14 Ramos ·
15 Sousa ·
17 Jaime ·
18 Wendell ·
19 Namaso ·
20 Franco ·
21 Navarro ·
22 Varela ·
23 Mário ·
24 Pérez ·
27 Gül ·
52 Fernandes ·
70 Borges ·
74 Moura ·
86 Mora ·
94 Portugal ·
97 Pedro ·
99 D. Costa  ·
Coach: Bruno